# جوزيه فلاينت
جوزيه فلاينت (بالإنجليزية: Josiah Flynt)‏ (23 يناير 1869، أبلتون في الولايات المتحدة - 20 يناير 1907، شيكاغو في الولايات المتحدة)؛ صحفي، كاتب وروائي أمريكي.